# Chow Hang-tung
 (février 2024).
La mise en forme du texte ne suit pas les recommandations de Wikipédia : il faut le « wikifier ».
Les points d'amélioration suivants sont les cas les plus fréquents. Le détail des points à revoir est peut-être précisé sur la page de discussion.
- Les titres sont pré-formatés par le logiciel. Ils ne sont ni en capitales, ni en gras.
- Le texte ne doit pas être écrit en capitales (les noms de famille non plus), ni en gras, ni en italique, ni en « petit »…
- Le gras n'est utilisé que pour surligner le titre de l'article dans l'introduction, une seule fois.
- L'italique est rarement utilisé : mots en langue étrangère, titres d'œuvres, noms de bateaux, etc.
- Les citations ne sont pas en italique mais en corps de texte normal. Elles sont entourées par des guillemets français : « et ».
- Les listes à puces sont à éviter, des paragraphes rédigés étant largement préférés. Les tableaux sont à réserver à la présentation de données structurées (résultats, etc.).
- Les appels de note de bas de page (petits chiffres en exposant, introduits par l'outil «  Source ») sont à placer entre la fin de phrase et le point final[comme ça].
- Les liens internes (vers d'autres articles de Wikipédia) sont à choisir avec parcimonie. Créez des liens vers des articles approfondissant le sujet. Les termes génériques sans rapport avec le sujet sont à éviter, ainsi que les répétitions de liens vers un même terme.
- Les liens externes sont à placer uniquement dans une section « Liens externes », à la fin de l'article. Ces liens sont à choisir avec parcimonie suivant les règles définies. Si un lien sert de source à l'article, son insertion dans le texte est à faire par les notes de bas de page.
- La présentation des références doit suivre les conventions bibliographiques. Il est recommandé d'utiliser les modèles {{Ouvrage}}, {{Chapitre}}, {{Article}}, {{Lien web}} et/ou {{Bibliographie}}. Le mode d'édition visuel peut mettre en forme automatiquement les références.
- Insérer une infobox (cadre d'informations à droite) n'est pas obligatoire pour parachever la mise en page.

Pour une aide détaillée, merci de consulter Aide:Wikification.
Si vous pensez que ces points ont été résolus, vous pouvez retirer ce bandeau et améliorer la mise en forme d'un autre article.
Tonyee Chow Hang-tung,, (chinois 鄒幸彤 ; né le 24 janvier 1985) est une militante, avocate et femme politique de Hong Kong.

Lors de la répression menée par les autorités contre l' Alliance de Hong Kong pour le soutien aux mouvements patriotiques démocratiques de Chine, qui a débuté en juin 2021 et reposait principalement sur des accusations de sécurité nationale liées aux veillées annuelles de l'Alliance en souvenir des manifestations et du massacre de la place Tiananmen en 1989, Chow a été mise sur le devant de la scène, étant devenue l'organisatrice du groupe après l'arrestation des dirigeants Lee Cheuk-yan et Albert Ho en avril. En décembre 2021 et janvier 2022, Chow a été reconnue coupable pour incitation et participation à un rassemblement illégal à l'occasion de la veillée de 2020 ainsi que pour l'organisation de la veillée de 2021.Elle a été condamnée à un total de 22 mois de prison,. Aucune date de procès pour d'autres accusations liées à la sécurité nationale contre Chow n'a été fixée à la date du 10 novembre 2022. À cette époque, les observateurs la considéraient probablement comme la voix dissidente la plus importante à Hong Kong.

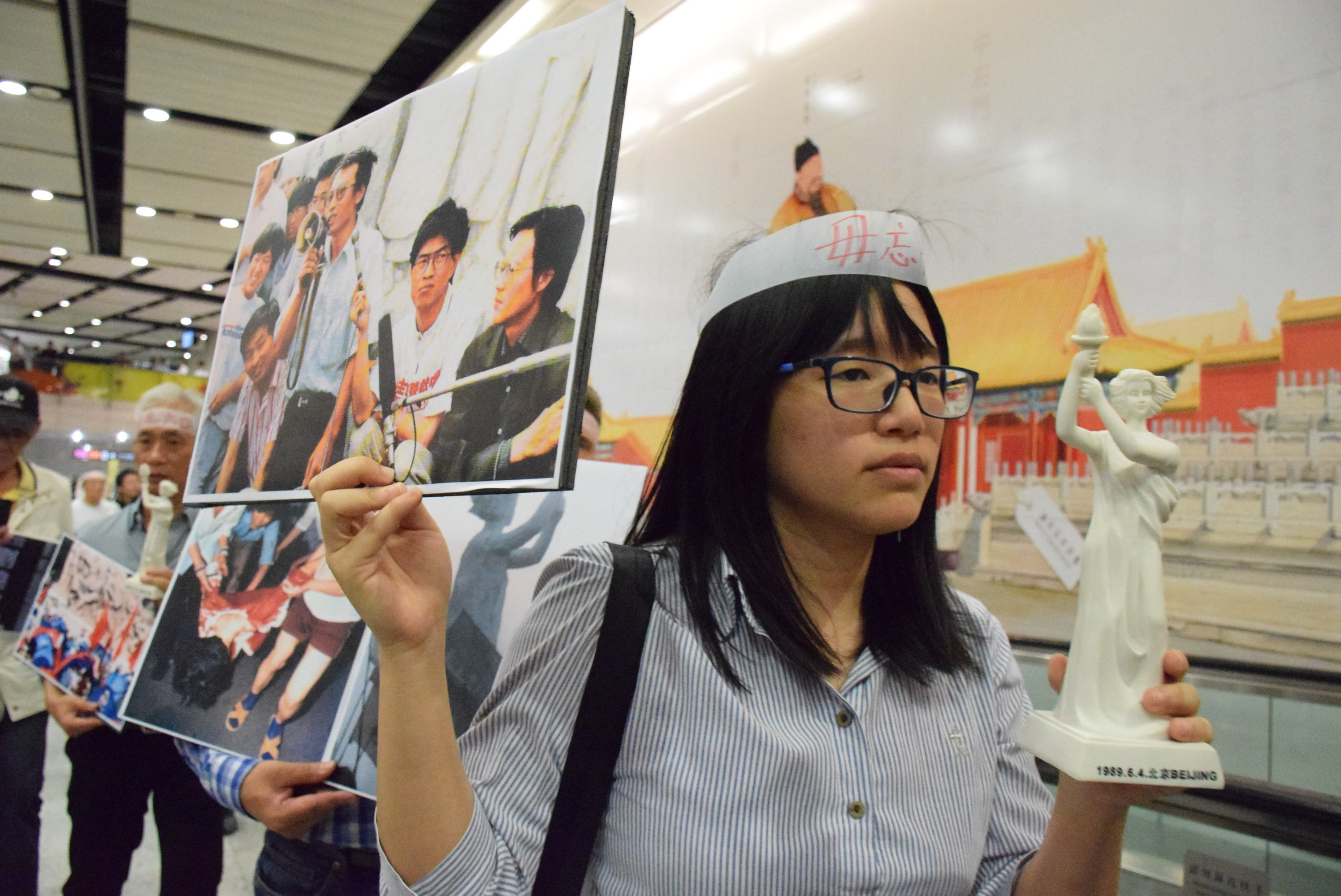
Chow Hang-tung lors d'un rassemblement en 2017

## Biographie

### Jeunesse et éducation
Chow est née et a grandi à Hong Kong. Elle a étudié la géophysique à l'Université de Cambridge. Chow a réalisé que les questions de droits de l'homme étaient son véritable centre d'intérêt, elle a donc abandonné ses études doctorales et est retournée à Hong Kong en 2010. Elle y a étudié le droit à l'Université de Hong Kong après avoir travaillé quelque temps dans une ONG,,,.
Avocate chez Harcourt Chambers, elle a été admise au barreau de Hong Kong en 2016.

### Activisme politique et arrestations
Chow est vice-présidente de l' Alliance de Hong Kong, qui a organisé des marches et des veillées annuelles pour commémorer les manifestations de la place Tiananmen en 1989. Le 4 juin 2021, Chow a été arrêtée pour avoir encouragé un rassemblement non autorisé à l'occasion du 32e anniversaire des manifestations. Elle a été mise sous le feu des projecteurs en 2021 parce que Lee Cheuk-yan et Albert Ho de l'Alliance étaient en prison,, Chow étant devenue la nouvelle organisatrice. Avant son arrestation, elle avait exhorté les Hongkongais à « allumer les lumières où que vous soyez – que ce soit avec votre téléphone, des bougies ou des bougies électroniques ». Le journal «The Scotsman » a considéré son arrestation comme un exemple de « la répression de la dissidence à Hong Kong » par le gouvernement chinois. Chow a été libérée sous caution le 5 juin, mais a été de nouveau arrêtée le 30 juin. Le 2 juillet, elle a comparu devant le tribunal, qui a ajourné son affaire au 30 juillet tout en refusant de lui accorder une libération sous caution. Après de nouveaux refus de libération sous caution les 9  et 23 juillet ,, elle a été libérée sous caution le 5 août à condition de verser une caution en espèces et une  de 50 000 HK$ (6 400 $), de remettre tous les documents de voyage, et en soumettant une déclaration selon laquelle elle ne détient pas de passeport BNO . Son procès était prévu pour le 5 octobre.
Chow a été de nouveau arrêtée le 8 septembre, après que l'Alliance eut rejeté une demande de la police de fournir des informations concernant les allégations selon lesquelles l'Alliance était un « agent des forces étrangères ». Trois autres membres de l'Alliance sont arrêtés au même moment  et un quatrième le lendemain. Le 9 septembre également, la police a gelé des avoirs de l'Alliance d'une valeur de 2 millions dollars et a inculpé Chow, aux côtés de Ho, Lee et de l'Alliance elle-même, d'« incitation à la subversion », un crime au titre de la loi sur la sécurité nationale, concernant la veillée interdite de 2020. Le 10 septembre, le tribunal a rejeté la demande de libération sous caution de Chow pour cette dernière accusation. Le 13 décembre, elle a été condamnée à 12 mois de prison pour la veillée interdite de 2020. Le 4 janvier 2022, elle a été emprisonnée pendant 15 mois supplémentaires en raison de la veillée interdite de 2021 ; le juge a ordonné que 10 mois de la peine soient purgés consécutivement à la peine de décembre, ce qui signifie que Chow devait passer un total de 22 mois en prison. Le juge n'a pas accepté l'argumentation de Chow, qui s'est défendue en disant qu'elle avait voulu « inciter les autres à ne pas oublier le 4 juin », et non encourager un rassemblement, que le juge a qualifié de « tout simplement incroyable ». Le même jour, lors de l'audience sur les circonstances atténuantes, Chow, qui avait plaidé non coupable, lisait les mémoires des familles des personnes tuées à Tiananmen jusqu'à ce qu'elle soit réprimandée par le juge, qui a déclaré que le tribunal ne permettrait pas à Chow de faire une déclaration politique,.
Le 14 décembre 2022, Chow a remporté un appel contre sa peine de 15 mois pour la veillée interdite de 2021. Le président du tribunal a décrété dans une déclaration écrite que la police « n'a pas posé de mesures ni de conditions à prendre en compte » pour permettre que la veillée ait lieu pendant la pandémie. Une demande d'appel du gouvernement de Hong Kong contre cette décision a été approuvée par la Cour d'appel final en juin 2023, l'affaire étant prévue pour être entendue le 22 novembre.
Le 25 janvier 2024, l'acquittement de Chow a été annulé par un collège de cinq juges en faveur de l'accusation. Chow va maintenant faire face à un nouveau procès et reste dans une prison à sécurité maximale après s'être vue refuser la libération sous caution car elle fait également face à une accusation distincte relative à la sécurité nationale,.

#### Réactions internationales
Le Conseil des droits de l'homme des Nations Unies a publié une déclaration le 12 octobre 2021 selon laquelle quatre de ses experts en droits de l'homme ( Fionnuala Ní Aoláin, Clément Nyaletsossi Voule, Irene Khan et Mary Lawlor ) avaient soumis une analyse détaillée au gouvernement central chinois concernant la loi sur la sécurité nationale. Dans sa critique de la loi, qu'il a décrite, dans le texte de sa déclaration, comme présentant « une incompatibilité fondamentale avec le droit international et avec les obligations de la Chine en matière de droits de l'homme », il a spécifiquement exprimé sa profonde inquiétude quant à l'arrestation de Chow et concernant son droit à un procès équitable, étant donné qu'elle s'est vu refuser la libération sous caution à deux reprises.
En mai 2023, la Fondation du 18 mai, un groupe sud-coréen de défense des droits de l'homme, a décerné à Chow son Prix Gwangju 2023 pour les droits de l'homme.